# سارق المحفظة (فلم)
سارق المحفظة هو فيلم دراما مصري من إخراج زهير بكير وبطولة رشدي أباظة، سهير المرشدي، ميرفت أمين ونبيل الهجرسي.

## نبذه
(طارق الفنجري) رجل بخيل، تعاني شقيقاته الثلاث من بخله، يستقل (طارق) أحد الأتوبيسات العامة وإذا بوقوع حادث ينقل على إثره (طارق) إلى المستشفى لعلاجه ومع تحقيقات الشرطة يكتشف وجود لص بالاتوبيس سرق الركاب وتتبدل محفظته مع محفظة (طارق) ويتوفى في الحادث فيظن أهل (طارق) أنه هو الذي وافته المنية.

## طاقم العمل
- رشدي أباظة بدور طارق
- سهير المرشدي بدور سعاد
- ميرفت أمين بدور إحسان
- نبيل الهجرسي بدور جميل

## وصلات خارجية
- مقالات تستعمل روابط فنية بلا صلة مع ويكي بيانات